# Gauguin (cratère)
Pour les articles homonymes, voir Gauguin (homonymie).
Gauguin est un cratère d'impact présent sur la surface de Mercure.
Le cratère fut ainsi nommé par l'Union astronomique internationale en 1979 en hommage au peintre français Paul Gauguin.
Son diamètre est de 70 km. Il se situe dans le quadrangle de Borealis (quadrangle H-1) de Mercure.